# Ginetta G20 Cup
Ginetta G20 Cup är ett svenskt mästerskap för Ginetta G20-bilar, som startades år 2007. Mästerskapet introducerades i Sverige av Leif Lindström Promotion AB, efter att man lyckats bra med samma koncept i Storbritannien under några år. Ginetta G20 Cup drivs i samarbete med Ginetta Cars och Svenska Bilsportförbundet. Klassen är en så kallad enhetsklass, vilket innebär att alla bilar är identiska, förutom till färgen. Vid problem kan förarna få hjälp med reparation, samt ha tillgång till extra reservdelar. Bilen väger 670 kilogram och har en 1,8 liters Fordmotor på ungefär 150 hästkrafter. Mästerskapet innehåller, utöver huvudklassen, även en juniorklass för förare mellan 15 och 25 år och en klass för förare över 50 år. Under säsongen 2011 ingick Ginetta G20 Cup i Swedish Racing League och sedan år 2012 körs tävlingarna tillsammans med Ginetta GT5 Challenge.

## Säsonger
| Säsong | Mästare          | Team                              |
| ------ | ---------------- | --------------------------------- |
| 2007   | Rikard Bengtsson | ?                                 |
| 2008   | Hampus Rydman    | Double H Motorsport/Magnum Racing |
| 2009   | Ola Nilsson      | Ola Nilsson Engineering           |
| 2010   | Mats Nilsson     | Ola Nilsson Engineering           |
| 2011   | Chris Midmark    | Magic Racing                      |